# All Around Me
"All Around Me" é o quarto single da banda Flyleaf. O single foi lançado em abril de 2007.

## Faixas
| N.º | Título                             | Duração |  |
| 1.  | "All Around Me (Radio Edit)"       | 3:18    |  |
| 2.  | "All Around Me (Acoustic Version)" | 3:20    |  |
| 3.  | "Do You Hear What I Hear"          | 2:58    |  |

## Desempenho nas paradas
| Parada musical (2007)      | Melhor Posição |
| -------------------------- | -------------- |
| Hot Mainstream Rock Tracks | 20             |
| Modern Rock Tracks         | 6              |
| Billboard Hot 100          | 40             |
| Billboard Pop 100          | 17             |
| Hot Adult Top 40 Tracks    | 23             |
| Top 40 Mainstream          | 12             |
| Billboard Digital Songs    | 38             |